# Ringa Linga
"Ringa Linga" (hangul: 링가 링가) é uma canção do cantor sul-coreano Taeyang. Foi lançada pela YG Entertainment como um single digital em 8 de novembro de 2013, e mais tarde incluída em seu segundo álbum de estúdio Rise de 2014. A canção foi composta por seu companheiro de Big Bang, G-Dragon, juntamente com Tokki e produzida pelo primeiro com Shockbit. 
Comercialmente, "Ringa Linga" atingiu a sexta posição na parada sul-coreana Gaon e de número dois na estadunidense Billboard World Digital Songs, tornando-se o single de Rise melhor posicionado na referida parada da Bilboard.

## Antecedentes, composição e promoção
Em 20 de outubro de 2013, a YG Entertainment iniciou a divulgação de diversas imagens teaser, anunciando o retorno de Taeyang com o single "Ringa Linga" e contendo informações adicionais sobre a data de seu lançamento e os responsáveis por sua produção. A canção foi co-escrita por G-Dragon e Tokki e distância-se de seus singles lançados anteriormente, que possuíam seus conteúdos liricos baseados em temas amorosos. Taeyang explicou seu significado dizendo: "Eu queria me afastar das canções de amor usuais. Esta nova canção é sobre todos juntos desfrutarmos de música. Eu queria compartilhar os sentimentos que eu tenho e a mensagem que quero enviar aos meus fãs". Uma versão em língua japonesa contendo letras de Sunny Boy foi incluída no álbum japonês de Taeyang, Rise + Solar & Hot em agosto de 2014.  
"Ringa Linga" é uma mistura de gêneros baseada em trap, dubstep, música eletrônica e hip hop. Seu refrão é inspirado em uma canção infantil coreana chamada "Round and Round". Para a sua promoção, Taeyang apresentou-a em programas de música sul-coreanos, iniciando com o Inkigayo da SBS em 10 de novembro de 2013, seguido do M Countdown da Mnet. "Ringa Linga" também foi cantada por Taeyang durante a premiação Mnet Asian Music Awards de 2013 em Hong Kong. No mês de dezembro do mesmo ano, uma colaboração entre a YG Entertainment e um projeto de música da Samsung, lançou uma remistura da canção, intitulada "Ringa Linga (Shockbit Remix)".

## Recepção da crítica
"Ringa Linga" foi avaliada com críticas positivas, ela foi escolhida por Taylor Glasby da revista Dazed, como a quinta melhor canção de K-pop do ano de 2013, onde ela descreveu que o single concede a Taeyang, "uma mudança de seu disfarce doce" em oposição a que considerou como sendo "algo um tanto infeliz de seus singles anteriores". A Billboard também classificou-a como a quinta melhor canção de K-pop de 2013, nomeando "Ringa Linga" como uma canção "enérgica e com batida de clube". Destacando em adição, que os vocais de Taeyang "se despejam sobre uma produção bombardeada de sintetizador e batidas de peito", tornado-a um dos lançamentos "mais viciantes" do ano.

## Vídeo musical
Em 7 de novembro de 2013, foi lançado um vídeo musical de dança dirigido por Jerry Evans. Nele Taeyang e dançarinos masculinos, executam a coreografia de "Ringa Linga", através de ambientes como uma sala de ensaio, uma garagem e um corredor. O vídeo musical foi inteiramente gravado de forma contínua e em uma única tomada. A coreógrafa neozelandesa Parris Goebel foi a responsável pela criação da coreografia. Dois dias depois, em 9 de novembro de 2013, seu vídeo musical oficial foi lançado. Os seus locais de gravação incluíram um armazém, cenas em frente a um edifício em ruínas e contaram com a presença de G-Dragon. Durante a produção, Taeyang apresenta um estilo de vestimenta e penteado não vistos em seus vídeos musicais anteriores, ele descreveu o seu significado dizendo que gostaria de mostrar uma nova aparência, onde exibe pictogramas e estampas tribais em seu corpo, "a fim de intensificar a robustez e olhar selvagem".

## Desempenho nas paradas musicais
Após o lançamento de "Ringa Linga", a canção atingiu a primeira colocação no iTunes Top Songs de sete países. Na Coreia do Sul, posicionou-se no topo da maioria das paradas dos serviços de música online, incluindo Olleh, Naver, Bugs, Soribada, Mnet, Cyworld e Genie. Adicionalmente, a canção realizou sua entrada na parada da Gaon com apenas um dia da semana vigente de 3 a 9 de novembro, apesar disso, estreou em número dezesseis na Gaon Digital Chart, em quinze na Gaon Download Chart com vendas de 129,876 mil downloads digitais pagos e em número 39 na Gaon Streaming Chart com mais de novecentas mil transmissões. Na semana seguinte atingiu seu pico nas três referidas paradas, posicionando-se em número seis na Gaon Digital Chart e Gaon Download Chart com vendas digitais de 151,463 mil e em número oito na Gaon Streaming Chart com mais de 2,7 milhões de transmissões.
Nos Estados Unidos, "Ringa Linga" obteve sua melhor posição, atingindo a segunda colocação na Billboard World Digital Songs.

### Posições
| Paradas (2013)                                 | Melhor posição |
| ---------------------------------------------- | -------------- |
| Coreia do Sul (Gaon Weekly Digital Chart)      | 6              |
| Coreia do Sul (Gaon Weekly Download Chart)     | 6              |
| Coreia do Sul (Gaon Weekly Streaming Chart)    | 8              |
| Coreia do Sul (Billboard K-pop Hot 100)        | 9              |
| Estados Unidos (Billboard World Digital Songs) | 2              |

### Vendas
| País          | Parada                     | Vendas  |
| ------------- | -------------------------- | ------- |
| Coreia do Sul | Gaon Download Chart (2013) | 541,017 |

### Vitórias em programas de música
| Data                   | Programa | Emissora |
| ---------------------- | -------- | -------- |
| 24 de novembro de 2013 | Inkigayo | SBS      |